# 나의 촛불
나의 촛불(Candlelight Revolution)은 한국에서 제작된 주진우 감독의 2019년 다큐멘터리 영화이다. 박영수 등이 주연으로 출연하였다. 2016년에 있었던 박근혜 대통령 탄핵 사건의 배경을 이야기하고 있다.

## 출연

### 주연
- 박영수
- 손석희
- 심상정
- 유시민
- 윤석열
- 추미애
- 고영태